# Supraschmierfähigkeit

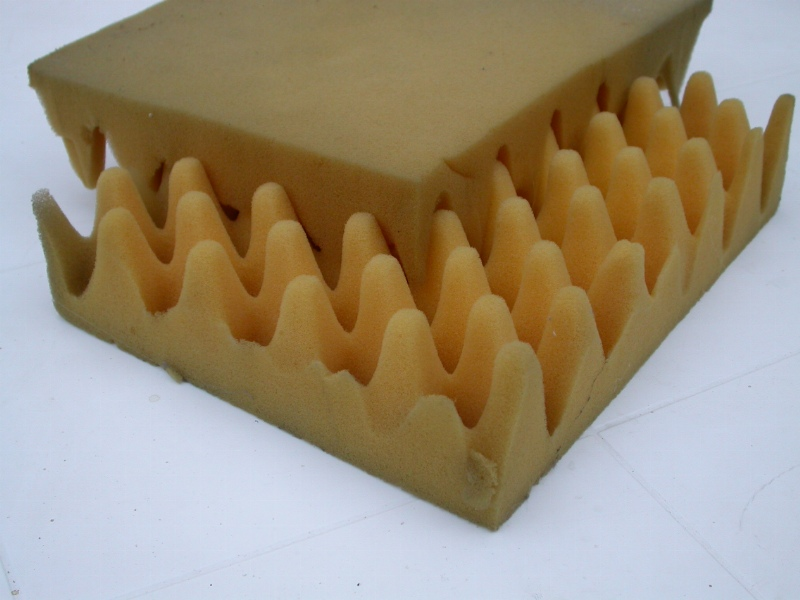
Schaum in Form eines Eierkartons zur Veranschaulichung der atomaren Struktur der Oberfläche von Graphit. Beide Oberflächen sind kommensurabel.

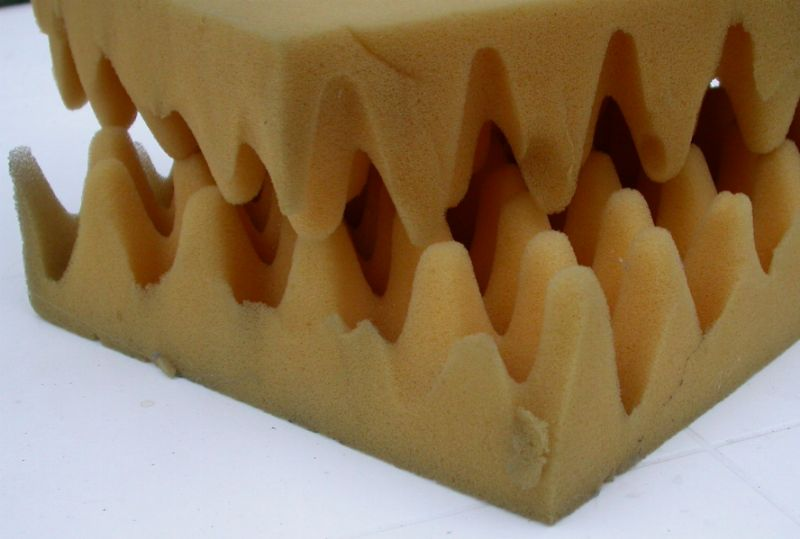
Inkommensurabilität durch Drehung der einen Oberfläche, so dass die Täler und Berge nicht mehr aufeinander liegen.

Supraschmierfähigkeit (englisch: superlubricity) ist ein Phänomen, bei dem die Reibung fast vollständig verschwinden kann. Supraschmierfähigkeit tritt auf, wenn zwei kristalline Oberflächen zwar trocken, aber zueinander unpassend übereinander gleiten (siehe Inkommensurabilität aus dem Fachbereich der Kristallographie). Der Effekt wurde bereits 1991 postuliert, konnte aber erst 2004 mit großer Genauigkeit zwischen zwei Graphen-Oberflächen gemessen werden. Die Ähnlichkeit des Begriffs Supraschmierfähigkeit mit Begriffen wie Supraleitung und Suprafluidität ist irreführend, da diverse Verlustmechanismen zu endlichen (in der Regel kleinen) Reibungskräften führen können.
Die Atome in Graphit orientieren sich in sechseckiger Art und Weise und formen eine atomare Berg- und Tal-Landschaft, die aussieht wie ein Ei-Karton. Wenn sich die zwei Graphen-Oberflächen deckungsgleich (alle 60 Grad) zueinander befinden, ist die Reibungskraft hoch. Wenn die beiden Oberflächen aus der Deckungsgleichheit gedreht sind, ist die Reibung weitgehend reduziert. Das ist wie bei zwei Ei-Kartons die leichter übereinander gleiten können wenn sie gegeneinander verdreht sind. Im makroskopischen Maßstab konnte dieses Prinzip unter Verwendung von Graphen und Diamant-ähnlichen Kohlenstoffschichten demonstriert werden.
Ein Zustand ultrakleiner Reibung kann auch erreicht werden, wenn eine scharfe Spitze über eine ebene Oberfläche gleitet und der Druck unterhalb eines bestimmten Schwellenwertes gehalten wird, der vom von der Spitze gespürten Oberflächenpotenzial und von der Steifigkeit des anliegenden Materials abhängt. Der Schwellenwert kann erheblich durch die Anregung des Gleiter-Systems auf seiner Resonanzfrequenz verbessert werden. Dies lässt darauf schließen, dass eine praktische Möglichkeit zur Begrenzung von Verschleiß bei NEMS (Nanoelectromechanical systems) besteht.